# ایرن
ایرن زازیانس (به ارمنی: Իրեն Զազյանց؛ ۲۰ مرداد ۱۳۰۶ – ۷ مرداد ۱۳۹۱) با نام هنری ایرن، هنرپیشهٔ ایرانی ارمنی‌تبار تئاتر، سینما و تلویزیون بود.
ایرن بازیگری را از تئاتر فردوسی آغاز کرد. در سال ۱۳۲۹، به دعوت عبدالحسین نوشین و لرتا، ایرن به جمع بازیگران تئاتر سعدی در برنامه افتتاحیه این تئاتر پیوست و در نمایش‌های شنل قرمز، بادبزن خانم ویندرمیر و چراغ گاز بازی کرد. وی سپس به سینمای ایران راه یافت و تا زمان انقلاب در حدود ۳۰ فیلم سینمایی بازی کرد که از بین آن‌ها می‌توان به فیلم‌هایی همچون چشم به راه، قاصد بهشت، چشمه آب حیات و مروارید سیاه، محلل، بلوچ، برهنه تا ظهر با سرعت و خروس اشاره کرد. وی با کارگردانانی چون خسرو هریتاش، ساموئل خاچیکیان، اسماعیل کوشان، مسعود کیمیایی، امیر نادری و شاپور قریب کار کرد. او در سریال‌هایی چون سلطان صاحبقران و هزاردستان هر دو ساخته علی حاتمی هم نقش‌آفرینی کرد. ایرن پس از انقلاب در سال‌های ۱۳۶۰ و ۱۳۶۱ در دو فیلم خط قرمز از مسعود کیمیایی و جایزه از علیرضا داوودنژاد بازی کرد. آخرین تصویر ایرن در فیلم شیرین از عباس کیارستمی بر پرده نشست.
بسیاری از ایرانیان بازیگری او در سریال تلویزیونی سلطان صاحبقران و تخت ابونصر را به خاطر دارند. وی پس از انقلاب ۱۳۵۷ از ادامه فعالیت‌های هنری خود بازماند و اجازه نیافت که بر پرده سینما دوباره ظاهر شود. این هنرمند که پیشینهٔ نقش‌آفرینی در ۲۶ فیلم سینمایی، ۴ سریال تلویزیونی و چندین تئاتر را در کارنامه خود داشت، پس از ناامیدی از بازگشت به بازیگری، در دوره‌های آموزشی زیبایی و پوست شرکت کرد و این کار را برای امرار معاش در پیش گرفت.
بهزاد عشقی، نویسنده و منتقد سینما معتقد است که:
ایرن مثل ستارگان فیلم‌فارسی نبود و با چشم‌های عسلی و تیپ سینمایی فرنگی چندان تناسبی با ملودرام‌های رقیق و ارزان، به‌خصوص در سینمای دههٔ ۱۳۳۰ نداشت. زن در سینمای آن روزگار در دو منتهی‌الیه زن شکننده و خانگی، یا زن خیابانی و اهریمنی، تقسیم‌بندی می‌شد. ایرن نه چندان رام و شکننده بود که به موجودی خانگی بدل شود، و نه چندان اهریمنی بود که سویهٔ منفی درام را نمایندگی کند؛ بنابراین در سینمای کلیشه‌پرداز ایرانی کم‌تر بخت آن را یافت که جایگاه واقعی خود را پیدا کند.

## زندگی
ایرن با نام ایرن زازیانس در ۲۰ مرداد ۱۳۰۶ (اوت ۱۹۲۷) در بابلسر در یک خانواده ارمنی به دنیا آمد. پدر و مادر وی از بازماندگان نسل‌کشی ارمنی‌ها در سال ۱۹۱۵ میلادی بودند.
ایرن در سال ۱۳۲۲ در سن ۱۶ سالگی همراه با خانواده‌اش به تهران مهاجرت کرد. وی تا حدود دیپلم درس خواند. از نوجوانی به فعالیت هنری به ویژه هنر نمایش علاقه فراوان داشت. در سن ۱۶ سالگی، ایرن با محمد عاصمی، شاعر و روزنامه‌نگار جوان و چپگرا ازدواج کرد. آن‌ها به تهران مهاجرت کردند و هر دو مصمم شدند به کار تئاتر بپردازند.

### حضور در تئاتر
وی در دوران دبیرستان در نمایش‌های مدرسه بازی می‌کرد و از نوزده سالگی فعالیت هنری خود را شروع کرد. در زمانی که شمار هنرپیشه‌های زن در ایران انگشت‌شمار بود و زنان مسلمان کمتر جرئت می‌کردند به روی صحنه بروند، ایرن ۱۹ ساله از جمله بازیگرانی بود که به صورت حرفه‌ای به بازیگری در تئاتر پرداخت. در زمان تحصیل، با گروه تئاتری هراند استپانیان آشنا شد و بازیگری را از همان سنین نوجوانی آغاز کرد. ایرن نخست در سال ۱۳۲۵ با محمدعلی وثیقی، تاجر و مدیر تئاتر فردوسی، در خیابان لاله‌زار تهران قرادادی امضا کرد.
در ۱۳۲۸ با بازی در نمایش کارمند شریف به کارگردانی هراند استپانیان که در تئاتر فردوسی وابسته به گروه تئاتری نوشین بود، به‌طور جدی جذب تئاتر شد.
در پاییز ۱۳۲۹، زمانی که برنامهٔ افتتاحیهٔ «تئاتر سعدی» قصد داشت نمایشنامهٔ بادبزن خانم ویندیرمیر اثر اسکار وایلد را به روی صحنه بیاورد و یک هنرپیشهٔ زن کم داشت، توجه لرتا به ایرن جذب شد که در تئاتر فردوسی بازی می‌کرد. لرتا به همسرش، عبدالحسین نوشین، از ایرن صحبت کرد و نوشین تقاضا کرد ایرن را ببیند. عبدالحسین نوشین، که از هنرمندان چپ بود، در زندان قصر به سر می‌برد. و لرتا، ایرن را به همراه خود به زندان و ملاقات نوشین برد و پس از تأیید او، نقش «مارگاریتا ویندرمیر» را به ایرن داد. خود ایرن ماجرا را چنین شرح داده‌است
«موفقیت من در تئاتر فردوسی به گوش خانم لرتا رسید که قصد داشت در افتتاحیه «تئاتر سعدی» نمایشنامه بادبزن خانم ویندیرمیر را اجرا کند. قرار شد خانم لرتا با راهنمایی همسرش آقای نوشین که در زندان قصر بود، این نمایش را کارگردانی کند؛ بنابراین به نصرت کریمی و محمدعلی جعفری مأموریت داد که یک شب به تئاتر فردوسی بیایند و بازی مرا ببینند تا مطمئن شوند آیا حرف‌هایی که در مورد من می‌زنند درست است یا خیر.»
به دنبال تأیید نوشین، دستیار او حسین خیرخواه، مدیر اصلی برنامه‌های «تئاتر سعدی»، با وثیقه، مدیر تئاتر فردوسی، وارد گفتگو شد و با پرداخت مبلغی، قرارداد ایرن را با «تئاتر فردوسی» فسخ کرد. ایرن بدین شکل به گروه تئاتری عبدالحسین نوشین در تئاتر سعدی پیوست و از آن پس در کنار لرتا و توران مهرزاد، یکی از سه زن اصلی گروه تئاتر سعدی شد.
وی تا سال ۱۳۳۲ که تئاتر سعدی در جریان کودتای ۲۸ مرداد به آتش کشیده شد، با این گروه همکاری داشت. نمایشنامهٔ مونتسرا نوشته امانوئل روبلس آخرین نمایشی بود که در «تئاتر سعدی» تهران به روی صحنه رفت. در جریان کودتای ۲۸ مرداد «تئاتر سعدی» یکی از اولین اهداف اوباش بود که در نخستین ساعات بعد از ظهر به آتش کشیده شد. کارکنان و بازیگران تئاتر به دشواری از محاصرهٔ مهاجمان گریختند.
با بسته شدن تئاتر سعدی جمع شاگردان نوشین از هم پاشید. برخی از فعالان گروه مانند حسین خیرخواه و حسن خاشع به اتحاد شوروی گریختند. برخی دیگر، مانند محمدعلی جعفری به زندان افتادند. عاصمی نیز به آلمان گریخت و پیوند زناشویی او با ایرن پایان یافت.
محمدعلی جعفری پس از آزادی از زندان تلاش کرد یاران نوشین را دور هم جمع کند. او در سال ۱۳۳۵ تئاتر فرهنگ را به راه انداخت و ایرن را به همکاری دعوت کرد. ایرن از سال ۱۳۳۶ در کنار توران مهرزاد و شهلا ریاحی از بازیگران اصلی «تئاتر فرهنگ» بود. از طبع خارج شد به کارگردانی حسین خیرخواه، مونتسرا به کارگردانی مهدی امینی و پیچ خطرناک و شب بحرانی به کارگردانی محمدعلی جعفری از جمله نمایش‌های دیگری هستند که ایرن در این دوره در آن‌ها بازی کرد. در سال ۱۳۳۰، همراه با حسین خیرخواه و جمعی دیگر برای اجرای نمایش اوژنی گرانده اثر انوره دو بالزاک به مسکو رفت.

### سینما

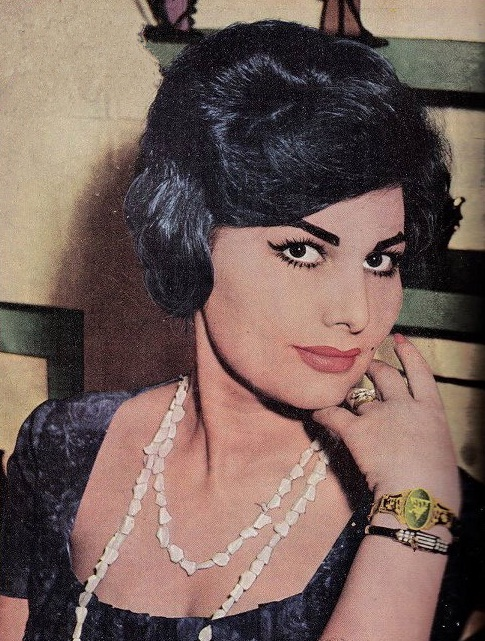
ایرن زازیانس در میانسالی

در اواخر سال ۱۳۳۶ ایرن به دعوت محمدعلی جعفری و عطاالله زاهد، دو تن از همکاران پیشین خود در تئاتر سعدی، به کار در سینما دعوت شد. ایرن با بازی در فیلم‌های مردی که رنج می‌برد به کارگردانی جعفری و پس از آن چشم به راه به کارگردانی عطاءالله زاهد فعالیت سینمایی خود را آغاز کرد.

در دو فیلم ساموئل خاچیکیان به نام‌های دلهره و اضطراب نیز نقش آفرینی کرده‌است. ایرن با بازی در فیلم قاصد بهشت به کارگردانی ساموئل خاچیکیان (۱۳۳۷) و چشمه آب حیات (در کنار فردین به کارگردانی سیامک یاسمی) جایگاه استواری در سینمای ایران پیدا کرد و محبوبیت فراوانی یافت. ایرن دربارهٔ فیلم قاصد بهشت گفته بود:
«آن زمان سینماها در تسخیر فیلم‌های ایتالیایی بود و مردم برای دیدن فیلم‌های سیلوانا مانگانو و سوفیا لورن سر و دست می‌شکستند، با نمایش فیلم قاصد بهشت، برای مدتی فیلم‌های ایتالیایی از رونق افتاد. استقبال از فیلم به حدی بود که اکثر سینماها به اجبار دو نوبت بیشتر فیلم را نمایش می‌دادند».
 بازی ایرن در فیلم قاصد بهشت به خاطر پوشش وی (به عنوان اولین هنرپیشه زن ایرانی با مایوی دوتکه روی پرده ظاهر شد) در این فیلم جنجال‌های زیادی را به دنبال داشت و نام وی را بر سر زبان‌ها انداخت.
ایرن که از دوران بازی در تئاتر با نصرت کریمی آشنا شده بود، سرانجام در سال ۱۳۵۰ در فیلم محلل در نقش شمسی به کارگردانی و بازیگری نصرت کریمی نقش‌آفرینی کرد. ایرن، زنی با پیشینه و تربیت ارمنی، در فیلم محلل، با ایفای نقش زنی مسلمان و سنتی بازی بی‌نظیری ارائه داد. فیلم پس از سه روز اکران توقیف شد و در زمان خودش فیلم پرسر و صدایی بود.
ایرن در دو فیلم همای سعادت (۱۳۵۰) و تختخواب سه‌نفره (۱۳۵۱) با همکار دوران تئاتری خود، لرتا، همبازی بود. ایرن به ویژه در اوایل دهه ۱۳۵۰ در آثار سینماگران وابسته به «موج نو» استعدادی شگرف نشان داد. بازی او در فیلم‌های خداحافظ رفیق (۱۳۵۱) به کارگردانی امیر نادری، بلوچ (۱۳۵۱) ساخته مسعود کیمیایی، خروس (۱۳۵۲) ساخته شاپور قریب، اکبر دیلماج (۱۳۵۲) از خسرو پرویزی و برهنه تا ظهر با سرعت (۱۳۵۵) ساخته خسرو هریتاش از کارهای شاخص او هستند.
آخرین حضور او در سینما که اکران شد، فیلم شام آخر به کارگردانی شهیار قنبری است. ایرن پس از انقلاب در دو فیلم جایزه ساخته علیرضا داوودنژاد و خط قرمز به کارگردانی مسعود کیمیایی بازی کرد، اما هر دو فیلم توقیف شدند و هرگز نمایش داده نشدند.

وی در ۲۰ سال حضور در سینمای ایران، در ۲۷ فیلم ظاهر شد. در تمام سال‌های فعالیت سینمایی‌اش در نقش اصلی یا یکی از نقش‌های اصلی حضور داشته‌است ایرن نقش‌های مختلفی بازی کرده بود. خودش در این باره می‌گوید:
«بازی‌ام متفاوت بود و هر نقشی برایم ویژگی خودش را داشت و سعی می‌کردم زن‌هایی را که نقششان را بازی می‌کردم، درک کنم. مطالعه دربارهٔ آن‌ها برایم خیلی جالب بود و در هر زمان با نقشی که داشتم زندگی می‌کردم. همه نقش‌هایم را دوست دارم و نمی‌توانم هیچ‌کدام را بر دیگری ترجیح دهم یا حتی نمی‌توانم بگویم کار با کدام کارگردان یا بازی در کنار کدام بازیگر برایم مهم‌تر بوده‌است اما آنچه مسلم است فیلم خروس به دلیل نقش متفاوتی که نسبت به سایر نقش‌هایم داشته‌ام را بیشتر می‌پسندم.»

### دیگر فعالیت‌ها

نقش «مهد علیا» در سریال سلطان صاحبقران

ایرن علاوه بر بازی در تئاتر و سینما، چند نمایشنامهٔ رادیویی هم اجرا کرد و در دوبله تعدادی فیلم نیز همکاری داشته‌است. ایرن در برخی از سریال‌های معروف تلویزیون نیز نقش ایفا کرد. ایرن در کارنامهٔ حرفه‌اش مجموعه‌های تلویزیونی غریبه، تخت ابونصر و سلطان صاحبقران (به کارگردانی علی حاتمی) و دوستت دارم، دوستت دارم ساخته حمید میر مطهری را نیز ثبت کرده‌است.
بازی او در نقش مهدعلیا، مادر ناصرالدین شاه، در سریال سلطان صاحبقران ساخته علی حاتمی از کارهای ارزشمند اوست. وی همچنین در چند قسمت از سریال هزاردستان به کارگردانی علی حاتمی حضور داشت، اما بخش‌هایی که ایرن در آن بازی کرده بود، حذف شدند.

### پایان فعالیت هنری
ایرن پس از انقلاب از ادامه کار هنری بازماند. نام او را در «فهرست سیاه» افرادی که اجازه کار نداشتند قرار گرفت. او سرنوشت خود را پذیرفت و تا پایان عمر در ایران ماند. ایرن در گفتگویی دربارهٔ توقیف فیلم‌هایش به طنز گفته بود که وی نیز «به افتخار پاکسازی» نائل شد. وی از توقف فعالیت هنری‌اش به عنوان «ضربه بزرگ روحی» یاد می‌کرد.

او تعریف می‌کند:
سال‌ها به زندگی جمعی سینما عادت کرده بودم و زندگیم از طریق دستمزد فیلم‌هایی که بازی می‌کردم، می‌گذشت و چون همسر و فرزند نداشتم، سینما همه زندگیم بود و نیاز داشتم چیزی را به جای سینما در زندگیم جایگزین کنم؛ بنابراین سال ۱۳۶۲ برای دیدار خواهرم به آلمان رفتم، در آنجا به خودم گفتم حالا که دیگر نمی‌توانم در سینما فعالیت کنم، باید به فکر چاره باشم. به کمک دوستان در فرانکفورت در یک کلاس فشرده زبان و کلاس آموزش بهداشت و زیبایی پوست ثبت نام کردم و چهارده ماه دوره دیدم. وی تا حدود دیپلم درس خواند
ایرن که دریافته بود در شرایط جدید ایران امکان بازیگری دیگر برایش میسر نیست، در آلمان دو سال زندگی کرد و پس از یادگیری زبان آلمانی، تخصصی در زمینه «بهداشت و زیبایی پوست» گرفت. به رغم اصرار خواهرش ترجیح می‌دهد به ایران بازگردد بنابراین سال ۱۳۶۴، در بحبوحه بمباران به تهران بازمی‌گردد؛ و در بازگشت به ایران از این طریق روزگار گذراند. ایرن دربارهٔ این دوران سخت مالی گفته بود: «هر چند که شرایط مالی‌ام خوب نبود، اما هیچ‌گاه ناله نکردم.» او آرزو داشت که «جوانان ایرانی او را فراموش نکنند.»
آخرین تصویر ایرن در فیلم شیرین اثر عباس کیارستمی در سال ۱۳۸۷ بر پرده نشست.

## بیماری و درگذشت

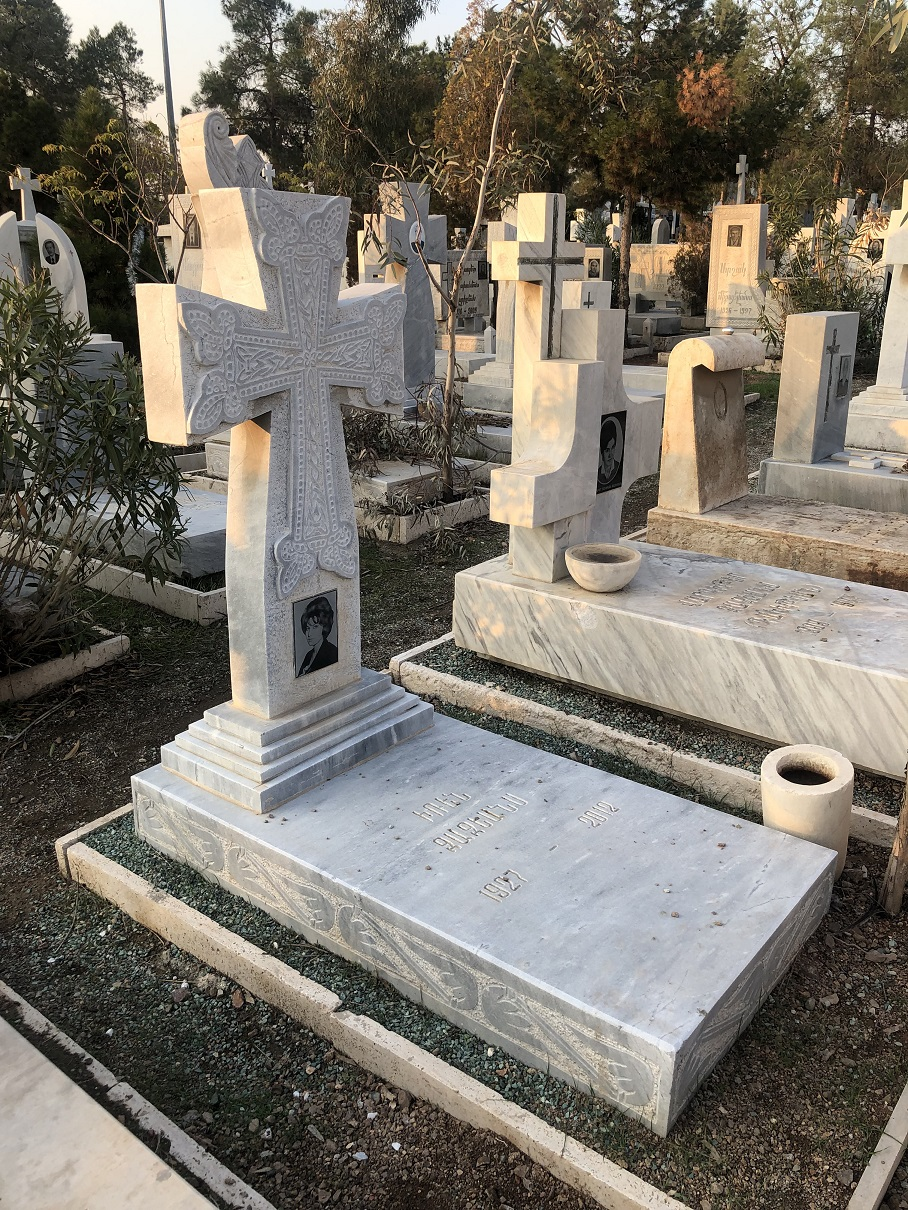
آرامستان ارامنه، خاوران

ایرن در سال‌های دهه ۱۳۷۰ خورشیدی مبتلا به بیماری سرطان شد و پس از درمان موقت به زندگی ساده خود ادامه داد.
وی در روز شنبه ۷ مرداد ۱۳۹۱ (۲۸ ژوئیه ۲۰۱۲) در سن ۸۵ سالگی به علت بیماری سرطان ریه در بیمارستان دی، تهران درگذشت.

## آثار
ایرن یکی از بازیگران زیبا و پرکار سینما، تلویزیون و تئاتر ایران به‌شمار می‌آید.

### نمایش‌ها

ایرن زازیانس

وی در نمایش‌های بسیاری بازی کرد که عبارتند از:
| عنوان نمایش                | سال اجرا        | نویسنده             | کارگردان        | محل اجرا         |
| -------------------------- | --------------- | ------------------- | --------------- | ---------------- |
| کارمند شریف                | ۱۳۲۸            | هراند استپانیان     |                 |                  |
| حسن یا جاده زرین سمرقند    | جیمز الروی فلکر |                     |                 | تئاتر فردوسی     |
| رقیب                       |                 |                     |                 | تئاتر فردوسی     |
| پرتگاه                     | ۱۳۲۹            | آلکساندر شیروانزاده | استپانیان       | تماشاخانهٔ فردوسی |
| بادبزن خانم ویندرمیر       | ۱۳۳۰–۱۳۲۹       | اسکار وایلد         |                 | تئاتر سعدی       |
| میرزا کمال الدین یا تارتوف | ۱۳۳۰–۱۳۲۹       | مولیر               |                 | تئاتر سعدی       |
| چراغ گاز                   | ۱۳۳۰            | پاتریک هامیلتون     | عبدالحسین نوشین | تئاتر سعدی       |
| از طبع خارج شد             | پاییز ۱۳۳۱      |                     | حسین خیرخواه    | تئاتر سعدی       |
| شنل قرمز                   | بهمن ۱۳۳۰       | اوژن بریو           | عبدالحسین نوشین | تئاتر سعدی       |
| شب بحرانی                  |                 |                     | محمدعلی جعفری   | تئاتر سعدی       |
| پیچ خطرناک                 |                 | سامرست موام         | محمدعلی جعفری   | تئاتر سعدی       |
| مونتسرا                    | ۱۳۳۲            | امانوئل روبلس       | مهدی امینی      | تئاتر سعدی       |
| شوهر ایدئال                |                 | اسکار وایلد         |                 |                  |
| شیادان                     |                 |                     |                 |                  |
| تاواریش                    |                 |                     |                 |                  |

### سینمایی
ایرن در ۳۰ فیلم سینمایی نقش‌آفرینی کرد.

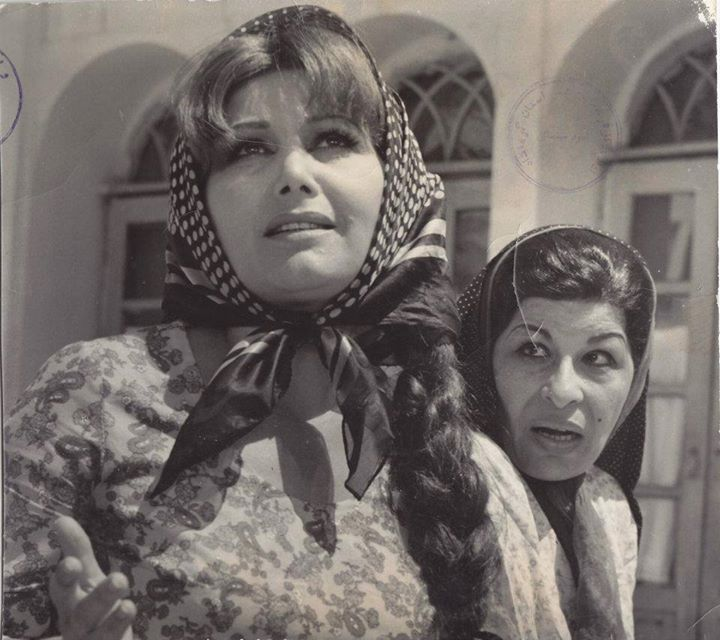
ایرن و اختر کریمی زند در فیلم اکبر دیلماج (۱۳۵۲)

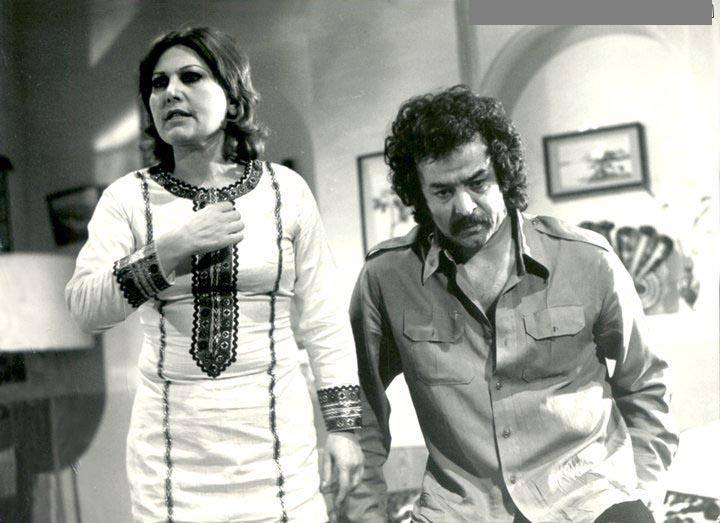
ایرج قادری و ایرن در فیلم موسرخه (۱۳۵۳)

| ردیف | نام فیلم             | سال  | نقش            | کارگردان         |
| ---- | -------------------- | ---- | -------------- | ---------------- |
| ۱    | مردی که رنج می‌برد    | ۱۳۳۶ |                | محمدعلی جعفری    |
| ۲    | چشم به راه           | ۱۳۳۷ |                | عطاءالله زاهد    |
| ۳    | قاصد بهشت            | ۱۳۳۷ |                | ساموئل خاچیکیان  |
| ۴    | چشمه آب حیات         | ۱۳۳۸ |                | سیامک یاسمی      |
| ۵    | مروارید سیاه         | ۱۳۳۹ |                | مهدی رئیس‌فیروز   |
| ۶    | سایه سرنوشت          | ۱۳۴۰ |                | اسماعیل کوشان    |
| ۷    | ساحل دور نیست        | ۱۳۴۱ | سیمین          | سردار ساگر       |
| ۸    | دلهره                | ۱۳۴۱ | روشنک نیک نژاد | ساموئل خاچیکیان  |
| ۹    | تار عنکبوت           | ۱۳۴۲ |                | مهدی میرصمدزاده  |
| ۱۰   | کشتی نوح             | ۱۳۴۷ | لیلا           | خسرو پرویزی      |
| ۱۱   | جاده زرین سمرقند     | ۱۳۴۷ |                | ناصر ملک‌مطیعی    |
| ۱۲   | پسر زاینده‌رود        | ۱۳۴۹ |                | حسین مدنی        |
| ۱۳   | خداحافظ رفیق         | ۱۳۵۰ |                | امیر نادری       |
| ۱۴   | عمو یادگار           | ۱۳۵۰ |                | پرویز کاردان     |
| ۱۵   | محلل                 | ۱۳۵۰ | شمسی           | نصرت کریمی       |
| ۱۶   | همای سعادت           | ۱۳۵۰ | نازنین         | چاناکیا          |
| ۱۷   | حکیم‌باشی             | ۱۳۵۱ | انسیه          | پرویز نوری       |
| ۱۸   | تختخواب سه‌نفره       | ۱۳۵۱ |                | نصرت کریمی       |
| ۱۹   | بلوچ                 | ۱۳۵۱ | فرنگیس         | مسعود کیمیایی    |
| ۲۰   | خروس                 | ۱۳۵۲ | زن             | شاپور قریب       |
| ۲۱   | تعقیب تا جهنم        | ۱۳۵۲ | زیبا           | روبرت اکهارت     |
| ۲۲   | اکبر دیلماج          | ۱۳۵۲ | همسر اکبر      | خسرو پرویزی      |
| ۲۳   | موسرخه               | ۱۳۵۳ | نیر            | عبدالله غیابی    |
| ۲۴   | بابا خالدار          | ۱۳۵۴ | مادر عبدول     | مسعود اسداللهی   |
| ۲۵   | اضطراب               | ۱۳۵۴ | شهلا           | ساموئل خاچیکیان  |
| ۲۶   | شام آخر              | ۱۳۵۵ | عصمت           | شهیار قنبری      |
| ۲۷   | برهنه تا ظهر با سرعت | ۱۳۵۵ | پری            | خسرو هریتاش      |
| ۲۸   | خط قرمز              | ۱۳۶۰ | مادر لاله      | مسعود کیمیایی    |
| ۲۹   | جایزه                | ۱۳۶۱ |                | علی‌رضا داوودنژاد |
| ۳۰   | شیرین                | ۱۳۸۷ |                | عباس کیارستمی    |

### مجموعه‌های تلویزیونی
| نام مجموعه             | سال       | نقش                         | کارگردان        |
| ---------------------- | --------- | --------------------------- | --------------- |
| دوستت دارم، دوستت دارم | ۱۳۵۴–۱۳۵۳ |                             | حمید میرمطهری   |
| سلطان صاحبقران         | ۱۳۵۴      | مهد علیا، مادر ناصرالدین‌شاه | علی حاتمی       |
| غریبه                  | ۱۳۵۴      |                             | محمدعلی زرندی‌فر |
| تخت ابونصر             | ۱۳۵۵–۱۳۵۴ |                             | مرتضی علوی      |
| هزاردستان              | ۱۳۶۶–۱۳۵۸ | همسر جلال الملک             | علی حاتمی       |

## نگارخانه

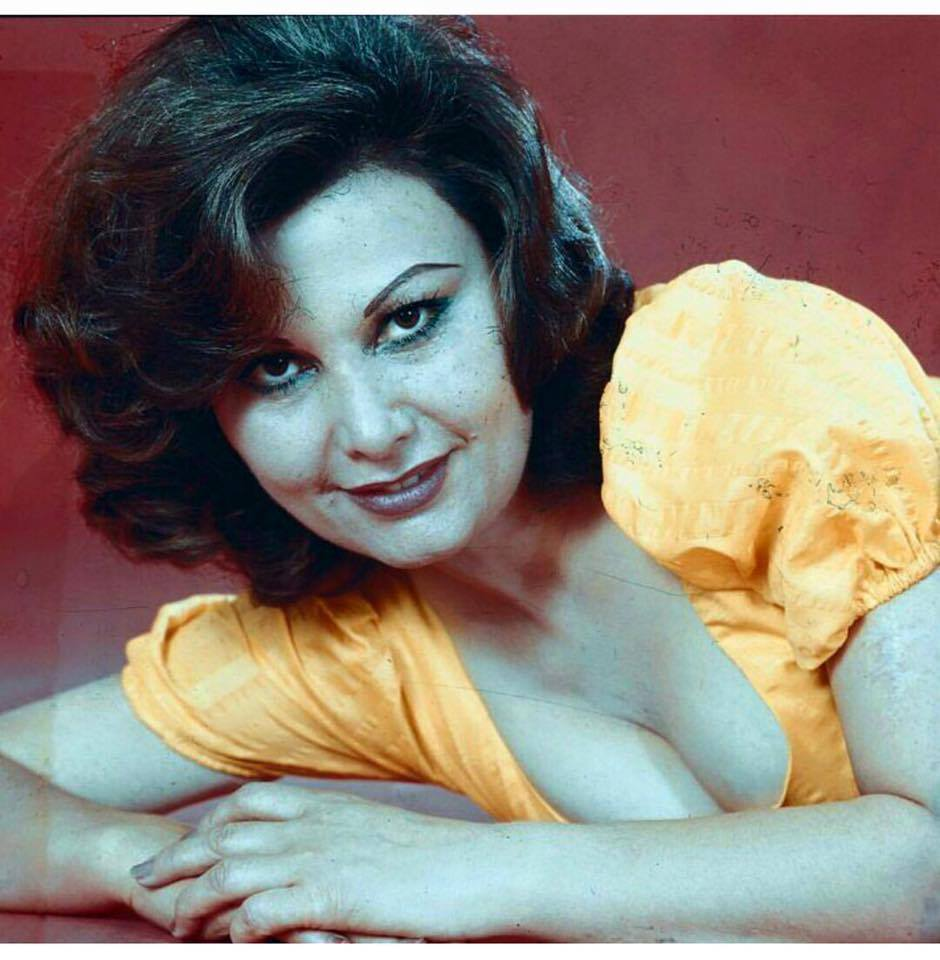
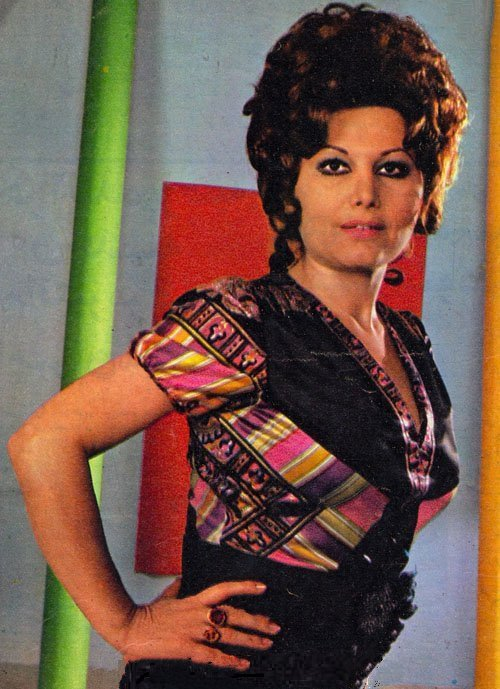
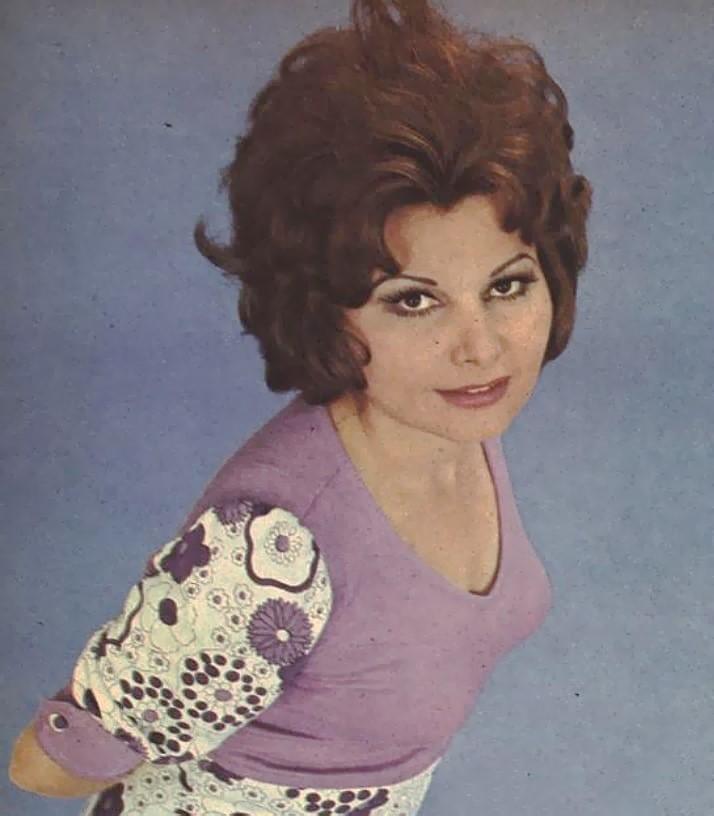
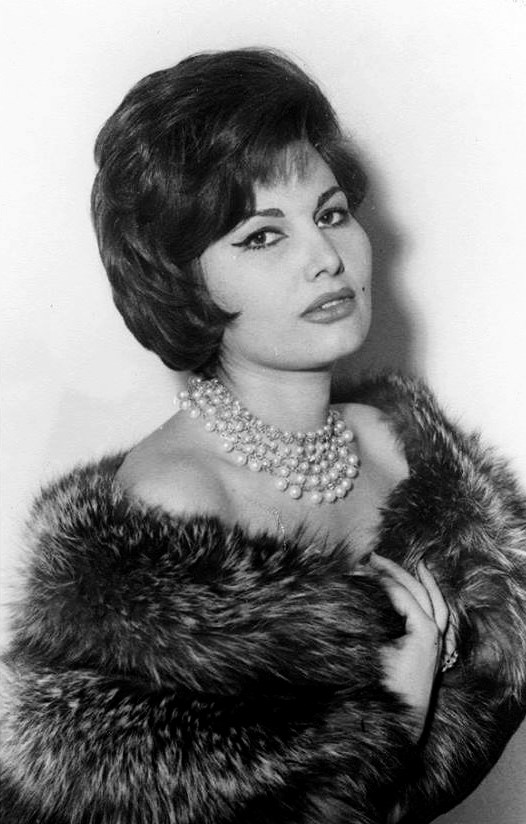
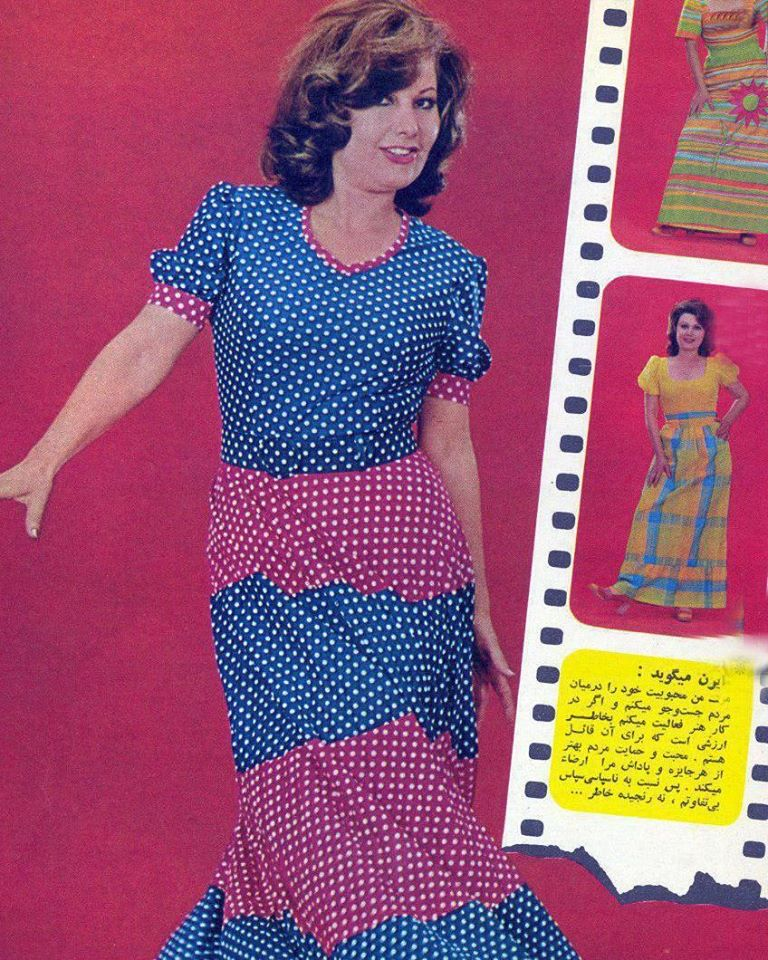
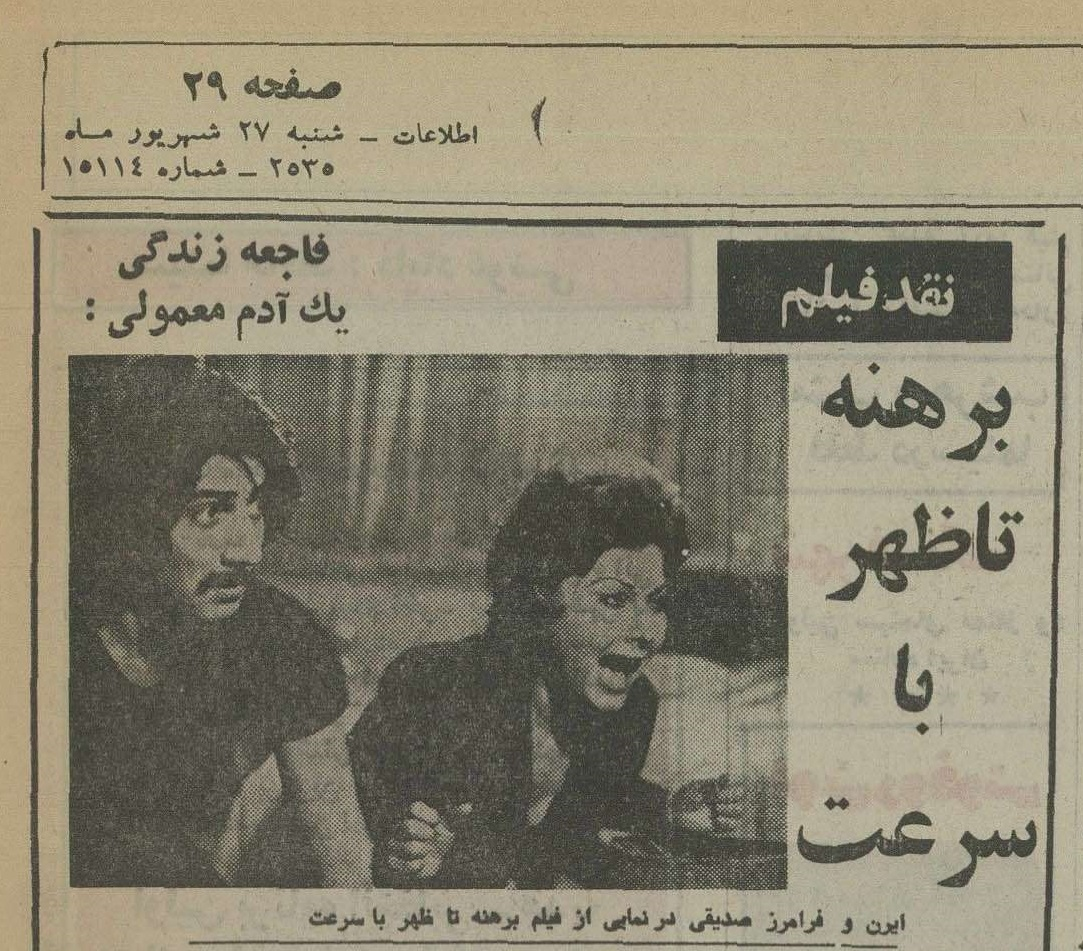
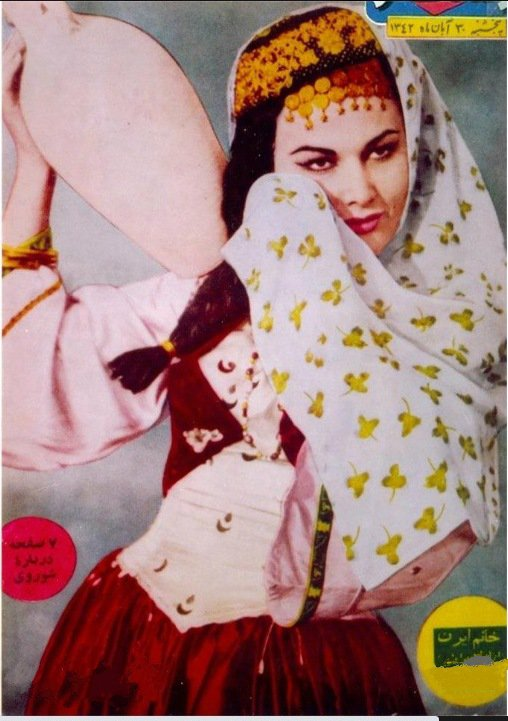
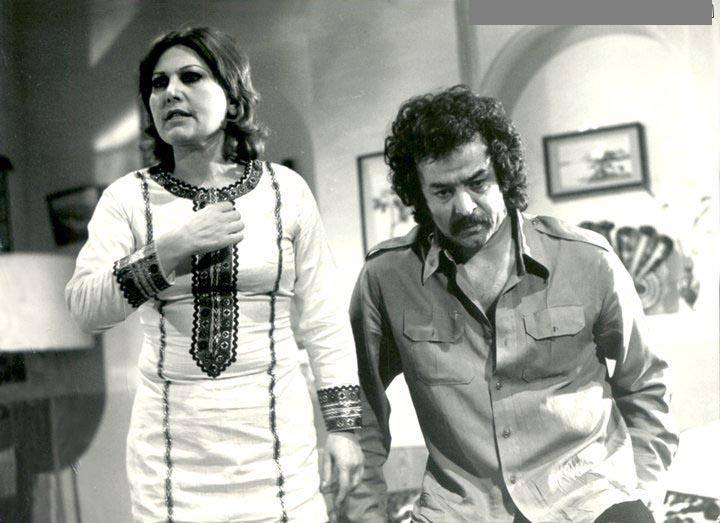
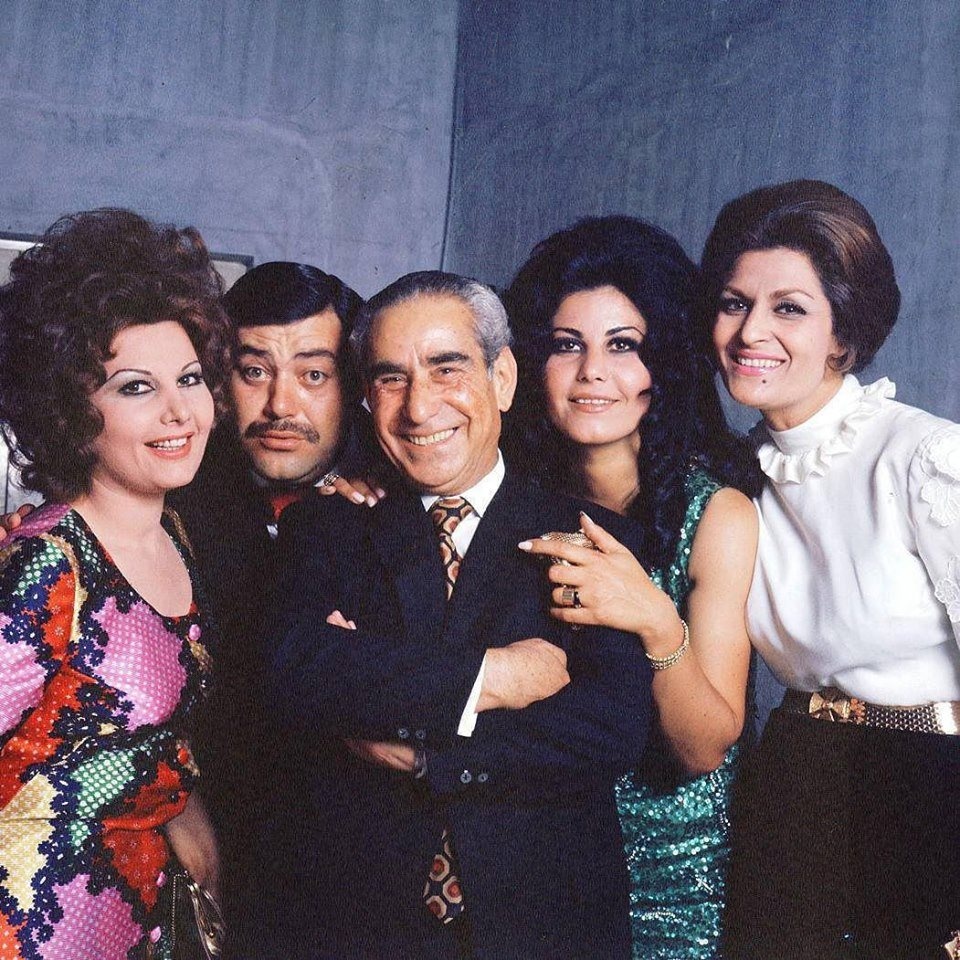
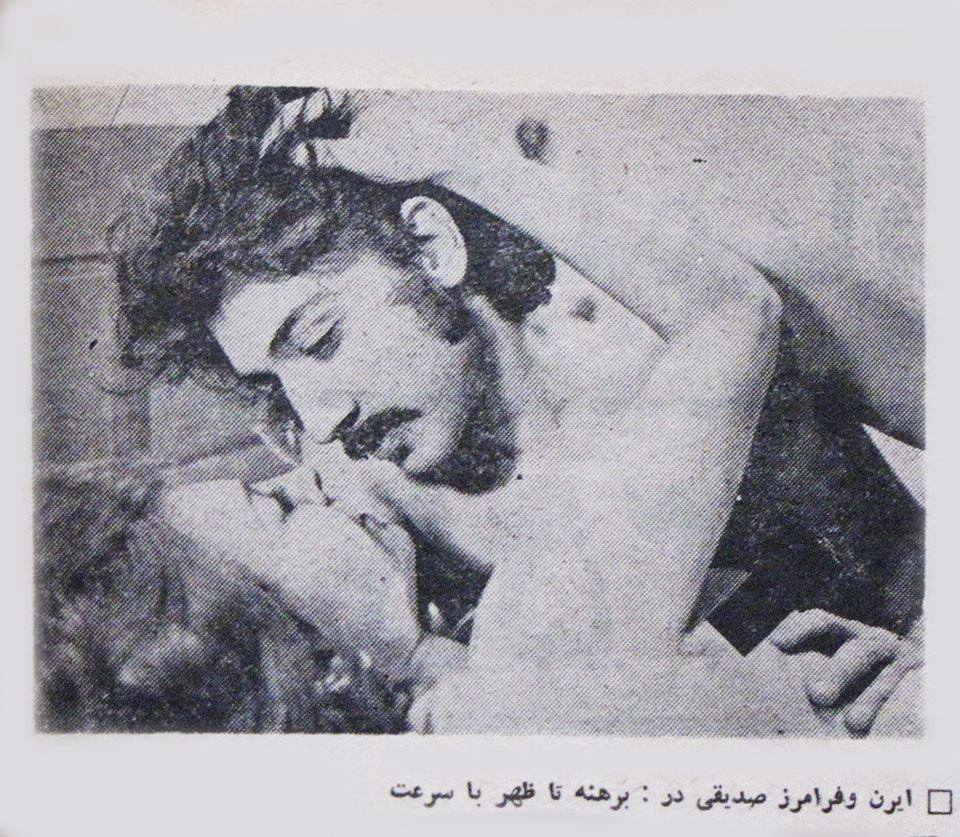
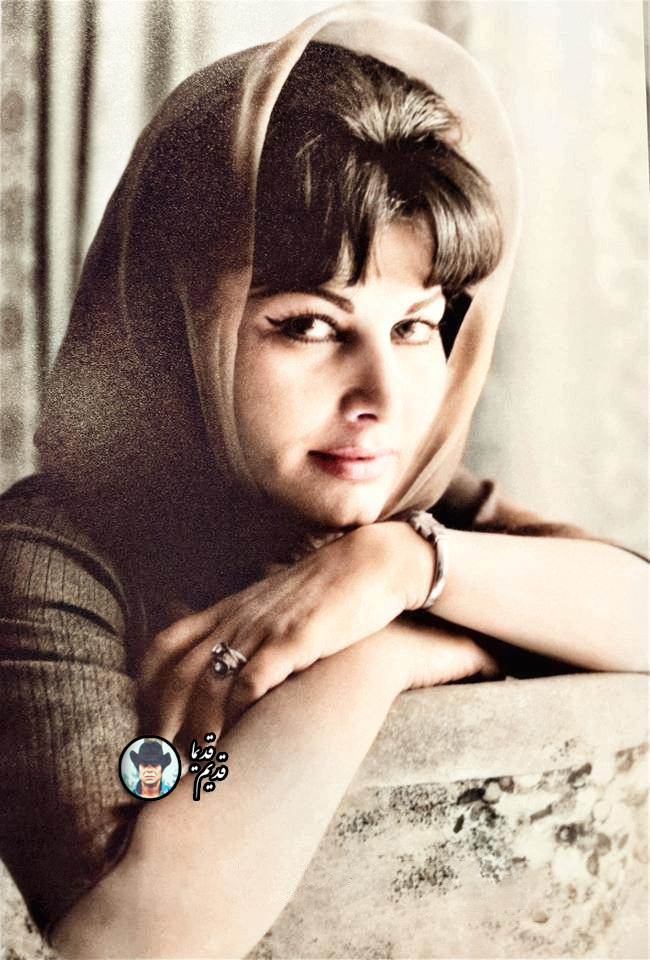
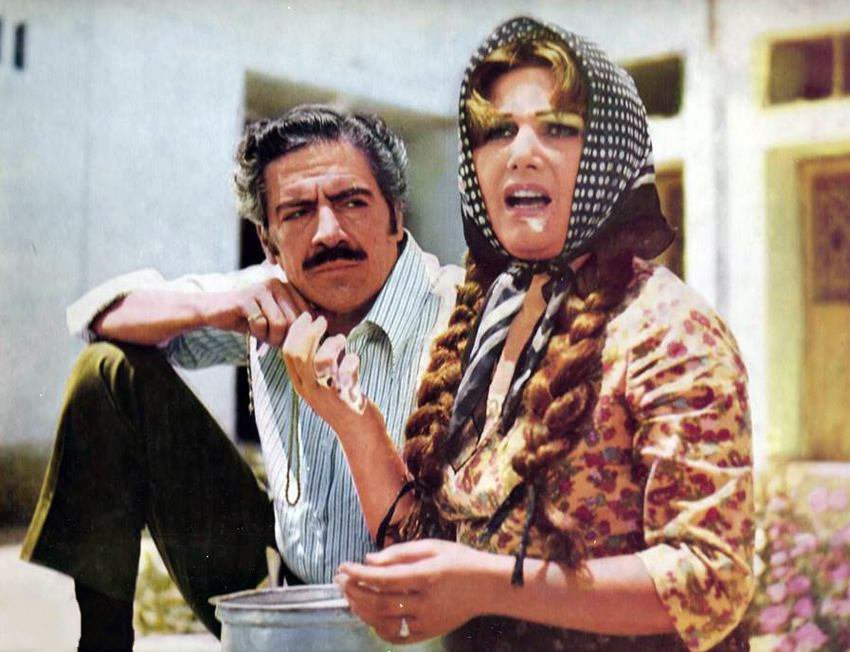
ایرن و ارحام صدر در فیلم اکبر دیلماج

## توضیحات
1. ↑  محمدعلی جعفری، توران مهرزاد، صادق شباویز، مهدی امینی، حسین خیرخواه و …
2. ↑  والدین وی از ارمنیان گرجستان بودند.
3. ↑  وی به تشویق همسرش وارد کار بازیگری شد.
4. ↑  تئاتر فردوسی (۱۳۲۷–۱۳۲۲)
5. ↑  تئاتر سعدی (۱۳۳۲–۱۳۲۴)